# Zorana Mihajlović
Zorana Mihajlović, cyr. Зорана Михајловић (ur. 5 maja 1970 w Tuzli) – serbska polityk i ekonomistka, parlamentarzystka, minister i wicepremier.

## Życiorys
Urodziła się w Bośni i Hercegowinie. Ukończyła szkołę średnią w Belgradzie, następnie studia na Wydziale Ekonomicznym Uniwersytetu w Belgradzie. Na tym samym wydziale uzyskała magisterium i doktorat. Pracowała m.in. jako wykładowczyni, w latach 1996–2007 była zawodowo związana z państwowym koncernem energetycznym EPS, od 2004 wchodząc w skład zarządu tego przedsiębiorstwa. Związana z partią G17 Plus, w latach 2004–2006 pełniła funkcję doradcy wicepremiera Miroljuba Labusa. Później była doradczynią dyrektora generalnego portu lotniczego Belgrad oraz prezydenta Republiki Serbskiej Milorada Dodika. Zajęła się również działalnością akademicką jako wykładowczyni Uniwersytetu Megatrend.
W 2010 przystąpiła do Serbskiej Partii Postępowej. W wyborach w 2012 z jej ramienia uzyskała mandat posłanki do Zgromadzenia Narodowego. W tym samym roku z rekomendacji SNS weszła w skład koalicyjnego rządu Ivicy Dačicia jako minister energii, rozwoju i ochrony środowiska.
W kwietniu 2014 w nowo utworzonym rządzie Aleksandara Vučicia została powołana na urząd wicepremiera oraz ministra transportu, budownictwa i infrastruktury. Pozostała na tych stanowiskach również w powołanym w sierpniu 2016 drugim gabinecie dotychczasowego premiera oraz w utworzonym w czerwcu 2017 rządzie Any Brnabić. W utworzonym w październiku 2020 drugim gabinecie dotychczasowej premier została wicepremierem oraz ministrem górnictwa i energii. Funkcje te sprawowała do października 2022.
W 2023 opuściła SNS, współtworzyła następnie ruch polityczny Uvek za Srbiju.